# Charles de Savoisy

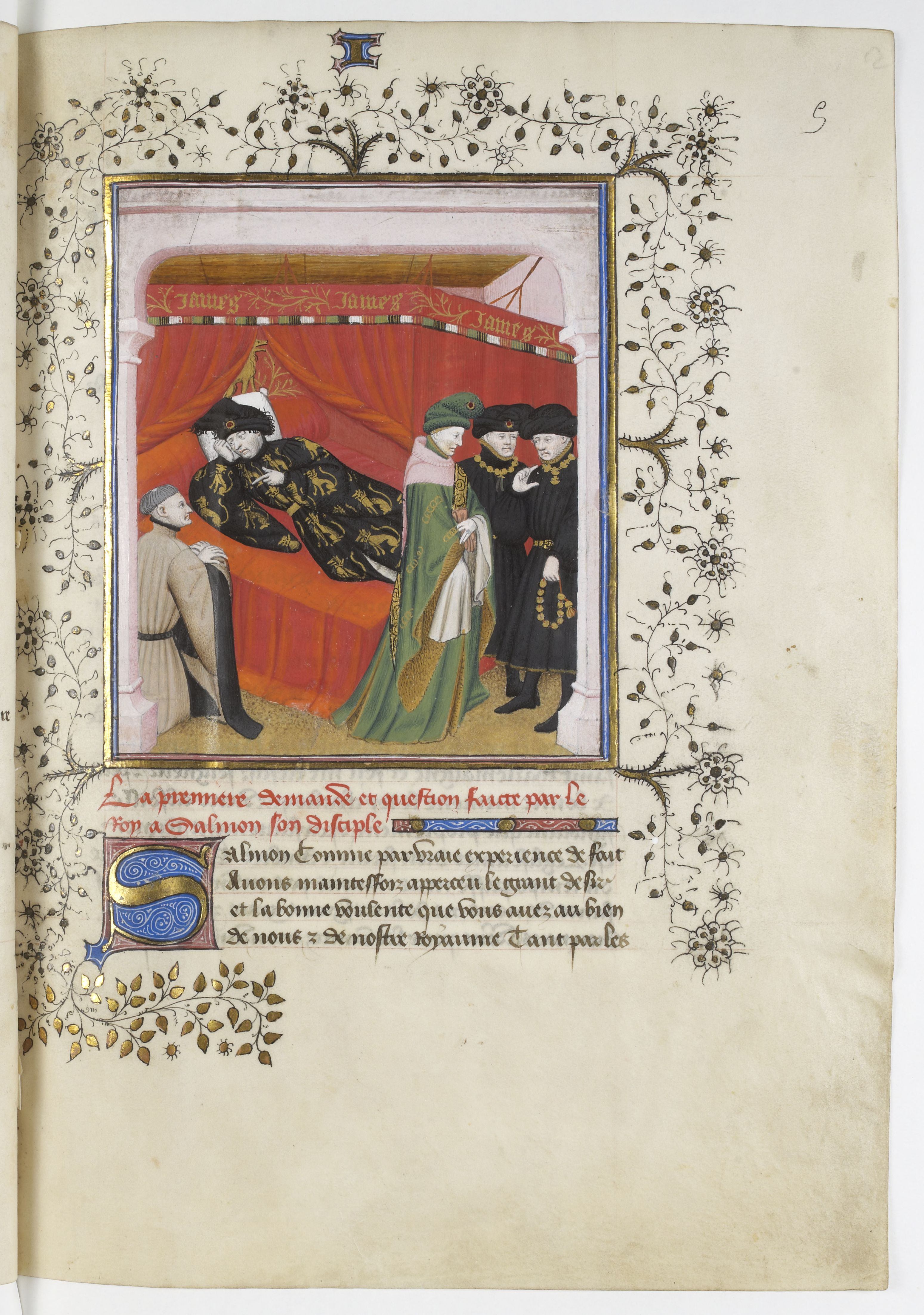
Charles de Savoisy représenté en houppelande vert et rose en compagnie du roi Charles VI allongé dans son lit. Miniature du Maître de la Cité des dames, Dialogues de Pierre Salmon, BNF.

Charles de Savoisy, baron de Seignelay, né vers 1368, mort en 1420, est un seigneur français, proche du roi Charles VI, puis du duc de Bourgogne Jean sans Peur.

## Biographie
Son père, Philippe Ier de Savoisy († 1398), avait été premier chambellan et ami particulier du roi Charles V, et plus tard maître d'hôtel de la reine Isabeau de Bavière. Son frère aîné, Pierre de Savoisy († 1412), fut évêque du Mans, puis évêque de Beauvais, et joua un rôle dans les négociations pour résoudre le Grand schisme d'Occident. Henri de Savoisy, archevêque de Sens de 1416 à 1422 (fils d'Eudes de Savoisy et frère de Gaucher de Savoisy), était un cousin germain.
Il fut semble-t-il élevé auprès du roi Charles VI et devait avoir sensiblement le même âge que lui. En 1386, il fut nommé chevalier d'honneur de ce roi avec une pension. En 1388, il était promu chambellan. En 1389, il fut le héros d'une curieuse anecdote : le 22 août, jour de l'entrée solennelle d'Isabeau de Bavière à Paris, le jeune roi l'aurait obligé à se déguiser avec lui pour se mêler anonymement à la foule qui assistait au somptueux défilé ; au Châtelet, ils furent tous deux frappés par les sergents qui maintenaient l'ordre à coups de fouet ; le soir, à l'Hôtel Saint-Pol, ils amusèrent les dames en leur montrant les traces des coups, et cela fit paraît-il bien rire.
En 1390/91, il fit un voyage en Prusse chez les Chevaliers Teutoniques. Vers 1395, il servit en Italie auprès de Louis II d'Anjou, roi titulaire de Sicile. Il s'attacha ensuite au duc d'Orléans, frère du roi (lequel perdait de plus en plus la raison). En 1398, il fit partie de l'armée qui alla chasser les derniers comtes locaux du Périgord (Archambaud V et Archambaud VI), destitués, pour installer le duc d'Orléans dans ce titre. Étant fameux par ses prouesses dans les tournois, il fut envoyé en 1400 tournoyer en Angleterre.
Il se signala ensuite par des débordements qui le compromirent (et compromirent son protecteur). En janvier 1403, Jean de Morgueval, procureur du roi en son hôtel, fut assailli chez lui par trois écuyers et quatre valets de Savoisy, qui le frappèrent d'une épée, le poursuivirent jusque dans sa chambre dont ils brisèrent la porte, et le rouèrent de coups de bâton tellement qu'il fut en danger de mort ou de rester impotent. Ces hommes de main furent emprisonnés à la Conciergerie, et Savoisy interdit de sortir de Paris, mais il obtint des lettres de rémission et en fut quitte pour un don de 60 écus d'or à l'Hôtel-Dieu. C'est le duc d'Orléans qui le tira d'affaire. Au mois de juillet suivant, le duc l'envoya auprès du pape Benoît XIII, qui venait de s'enfuir d'Avignon et de se réfugier dans le château de Châteaurenard sous la protection du roi de Sicile : il devait lui annoncer la bonne nouvelle de l'annulation (conditionnelle) de la soustraction d'obédience décidée par la France cinq ans plus tôt.
Mais en 1404 eut lieu un nouvel esclandre encore plus grave, qui incita le duc à ne plus couvrir son protégé. Le 14 juillet, l'Université de Paris faisait une procession générale vers le couvent Sainte-Catherine-du-Val-des-Écoliers ; des gens de Savoisy (dont l'hôtel parisien se trouvait 3, rue Pavée-au-Marais) emmenaient leurs chevaux boire à la Seine et ils coupèrent sans gêne la procession, tellement qu'ils renversèrent et blessèrent plusieurs escoliers, dont les camarades les lapidèrent et les jetèrent à bas de leurs chevaux. Ulcérés, ils retournèrent à l'hôtel de Savoisy, y trouvèrent du renfort, s'armèrent de bâtons et même d'arcs et de flèches, et assaillirent très violemment la procession, blessant certains participants à coups de flèches, et en poursuivant même dans l'église Saint-Catherine. Finalement les escoliers, qui étaient très nombreux, eurent le dessus et les repoussèrent, mais certains étaient grièvement blessés. Une délégation de l'Université, conduite par le recteur, se rendit alors solennellement en l'hôtel du roi pour demander que réparation fût faite, sans quoi toute la corporation quitterait Paris pour aller s'établir ailleurs. Le roi leur répondit lui-même que pleine satisfaction leur serait donnée.
En août, il y eut un procès devant le Parlement, où le cordelier Pierre-aux-Bœufs, porte-parole de l'Université, prononça un discours le 19. L'arrêt tomba le 22 août : Savoisy était condamné à payer des dommages et intérêts aux victimes et à l'Université, à verser deux cents livres parisis de rente pour la fondation de deux chapelles, et surtout son hôtel parisien devait être démoli de fond en comble (ordre qui fut exécuté le 26 août au son des trompettes). En outre, le Conseil royal décida que Savoisy était exclu de l'hôtel du roi et de ceux de tous les princes du sang, et privé de tous ses offices. Le duc d'Orléans, mis en cause, choisit ce moment pour aller faire la tournée de ses domaines de la région de Soissons et ne regagna la capitale qu'après la condamnation prononcée. Quant à Savoisy, selon le chroniqueur Enguerrand de Monstrelet, il « s'en alla demeurer hors du royaume de France en étrange pays, assez désolé et en grand-déplaisance » ; selon le héraut Berry, il fut excommunié et alla trouver le pape Benoît XIII pour se faire absoudre.
Il se rendit en tout cas à Marseille et y fit armer deux galères avec des équipages fournis par Louis II d'Anjou (qui était comte de Provence) ; il s'empara en mer d'un vaisseau sarrasin qui lui procura un riche butin et sans doute des captifs. Ensuite, comme la France venait de redéclarer officiellement la guerre à l'Angleterre, il gagna pendant l'été 1405 le port de La Rochelle, où il se joignit au capitaine castillan Pero Niño (le roi Henri III de Castille était allié du roi de France) ; tous deux allèrent ravager les côtes anglaises pendant les étés 1405 et 1406, associés cette dernière année avec trois baleiniers de Harfleur.
Cependant, à Paris, il était pardonné, du moins dans l'entourage du roi : le 28 juillet 1406, un ordonnance royale destinée à réduire les dépenses de l'État limitait à cinquante-et-un les membres des conseils royaux, et Savoisy en était. Il se soucia aussi de se réconcilier avec l'Université, en se retournant d'ailleurs contre le duc d'Orléans : les universitaires, soutenus par le duc de Bourgogne, obtinrent du Parlement, le 11 septembre 1406, un arrêt libérant l'Église de France des taxes perçues par la Curie de Benoît XIII, premier pas vers la soustraction d'obédience ; mais les partisans de ce pape faillirent empêcher que l'arrêt fût scellé, et Savoisy joua paraît-il un rôle crucial pour que sa promulgation eût lieu. Des lettres royales, datées du 15 septembre et entérinées le 6 octobre « avec le consentement du procureur de l'Université », lui permettaient de rebâtir son hôtel. Mais finalement l'Université continua de s'y opposer, et l'hôtel ne fut pas reconstruit avant 1517.
Fin 1406, il retourna à La Rochelle pour participer à une attaque navale organisée par le duc d'Orléans contre la Guyenne anglaise (et qui échoua à s'emparer de Bourg, accroissant l'impopularité du prince, qui avait levé un fort impôt pour financer l'opération). En mai 1407, il devint Grand bouteiller de France. Le 23 novembre 1407, le duc d'Orléans fut assassiné par des hommes de main du duc de Bourgogne, qui n'hésita pas à se prévaloir de cet acte et organisa, le 8 mars 1408, une grande assemblée dans la salle du Conseil de l'Hôtel Saint-Pol, où il fit prononcer par le théologien Jean Petit un long discours de justification du meurtre, violent réquisitoire contre Orléans ; à cette occasion, Savoisy était assis à côté du jeune Dauphin, Louis de Guyenne, qui à un moment interrompit le discours en se penchant vers lui et en lui demandant « si c'estoit beaux oncles d'Orléans qui voloit faire morir monseigneur le Roy ».
Cette même année 1408, il était capitaine de Bar-sur-Seine aux émouluments de 500 livres. Il agrandit ses terres dans l'Auxerrois en achetant à crédit les terres de Coulanges-la-Vineuse et du Val-de-Mercy, et en 1409/1410, il fit reconstruire le château familial de Seignelay (que son père avait acquis en 1378). 
En juillet 1410, il épousa Yolande de Rodemach qui lui apporta du bien. Il était également seigneur de plusieurs domaines en Brie. Il s'était alors entièrement rangé dans le parti du duc de Bourgogne, Jean sans Peur, et était assidu au Conseil royal, dominé par les Bourguignons. Au printemps 1411, Charles d'Orléans, le fils du duc assassiné, le désigna parmi les dix conseillers royaux qui auraient participé, ou au moins consenti, au meurtre de son père.
De mai à juin 1412, il participa au siège de Bourges où l'armée royale était jointe à celle de Jean sans Peur (contre le duc de Berry). En 1413, il était à Paris avec le duc de Bourgogne pendant la révolte des Cabochiens, et Michel Pintoin le présente comme l'un des « deux plus intimes chevaliers du duc » (avec Jean de Courcelles) qui fuirent la capitale peu avant lui devant l'arrivée des Armagnacs (le duc partit le 23 août). Selon le héraut Berry, Jean sans Peur se serait servi de lui pour tenter de persuader le roi Charles VI de fuir avec eux. 
À la bataille d'Azincourt (25 octobre 1415), à laquelle Jean sans Peur laissa participer ses frères et certains de ses partisans, Savoisy fut fait prisonnier et emmené en Angleterre, et dut payer une énorme rançon pour sa libération. On le vit à nouveau à Paris après la reprise de la capitale par les Bourguignons (29 mai 1418) : sa présence au Conseil royal est signalée en octobre suivant. À la tête des troupes bourguignonnes ayant réoccupé Paris à la suite du complot de Perrinet Leclerc, se trouvait Claude de Chastellux, qui épousa plus tard (en 1435) Marie de Savoisy, fille de notre Charles († 1469). 
Charles de Savoisy aurait été du Conseil royal qui entérina le Traité de Troyes (21 mai 1420), par lequel le Dauphin Charles, déclaré bâtard, était déshérité, et Henri V d'Angleterre proclamé « régent de France ». C'est son cousin Henri de Savoisy, archevêque de Sens (et lui aussi fidèle du duc Jean sans Peur), qui célébra le mariage du roi d'Angleterre avec Catherine de Valois, en l'église Saint-Jean-du-Marché de Troyes (2 juin 1420). Charles de Savoisy, signalé encore vivant le 1er juin de cette même année (à l'occasion de l'achat d'une maison), était mort le 3 août (sa femme, étant veuve, rédigea alors son testament). 
Son fils Philippe II de Savoisy († 1487 ; fils de Yolande de Rodemach ; père de Claude de Savoisy — époux en 1472 de Louise de La Baume de Montrevel — et beau-père de Thibaud de Cusance) fut actif sous Charles VII et Louis XI, et contrairement à son père dans les dernières années, fut un ferme partisan des rois de France contre les ducs de Bourgogne.

## Personnage littéraire
Charles de Savoisy a inspiré à Alexandre Dumas un personnage qui, en fait, est très différent de lui. Il s'agit d'un des personnages principaux de Charles VII et ses grands vassaux, drame en cinq actes et en vers créé à Paris, au Théâtre de l'Odéon, le 20 octobre 1831. L'action se déroule au château de Seignelay (situé étrangement dans le Berry), à un moment indéterminable du règne de Charles VII. Dix ans plus tôt, Charles de Savoisy, parti expier une faute en Terre Sainte, en a ramené un jeune Sarrasin, Yaqoub. Au début, l'archer Guy-Raymond revient d'une mission auprès du pape, car Savoisy veut répudier sa femme Bérengère, demeurée stérile, pour assurer sa descendance. Yaqoub, qui aime secrètement la comtesse Bérengère, tue l'archer. Le jeune Sarrasin est arrêté et on prépare son jugement. Charles VII se fait annoncer. Le comte propose à Yaqoub de le gracier s'il retourne dans son pays. Yaqoub refuse, et le comte le condamne à mort. Mais Charles VII arrive, gracie Yaqoub et le prend à son service. Refusant ce second esclavage, le jeune homme tente de se suicider, mais la comtesse, qui l'aime aussi, lui demande de vivre. Un émissaire arrive, annonçant que la situation de l'armée royale est catastrophique. Mais le roi ne pense qu'à la chasse et à ses plaisirs, et le comte en est accablé. Il intervient même auprès d'Agnès Sorel. Dunois arrive, blessé, et les alerte sur la situation. Agnès Sorel, émue par le patriotisme du comte, annonce à Charles VII son départ. Le roi se reprend alors et s'arme pour la guerre. Pendant ce temps, le comte a envoyé chercher Isabelle de Graville, avec qui il veut se remarier avant de partir pour la guerre. Il a une dernière entrevue avec Bérengère, qui le supplie en vain, puis jure de se venger. Elle avoue son amour à Yaqoub et lui demande de tuer le comte. Au début, il ne veut pas, car le comte lui a jadis sauvé la vie. Mais finalement, le soir après la noce, dans la chambre nuptiale, il accomplit le forfait. Bérengère s'empoisonne. Désespéré, Yaqoub retourne dans son désert.
Alexandre Dumas s'est uniquement inspiré d'un passage de la Chronique du héraut Berry sur Charles de Savoisy : « Et en ce temps un Chevalier nommé messire Charles de Savoisi (...?)  par un de ses pages, qui chevauchoit un cheval en venant de le mener boire à la riviere, le cheval esclabouta un escolier, lequel avecques les autres alloit en procession à saincte Katherine, & tant que l'escolier frappa ledit page. Et lors les gens dudit chevallier saillirent de son hostel embastonnez, poursuivant lesdits Escolliers jusques à saincte Katherine. Et un des gens dudit chevalier tira une fleche dedens l'Eglise jusques au grand Autel, où le Prestre chantoit Messe, dont pour ce faict l'Université fist telle poursuite à l'encontre dudit Chevalier, que la maison d'iceluy Chevalier fut abbatue, & fut ledit Chevalier banny hors du royaume de France, & excommenié. Et s'en alla devers le Pape, lequel l'absolut, & arma quatre gallees & s'en alla par mer faire guerre aux Sarrazins, & là gaigna moult d'avoir. Puis retourna & fut faicte sa paix, & refit son hostel à Paris, tel comme il estoit paravant. Mais il ne fut pas parachevé. Et fist faire son hostel de Signelay en Aucerrois moult bel par les Sarrasins qu'il avoit amenez d'oultre mer, lequel chastel est à trois lieues d'Aucerre ».
La pièce de Dumas a elle-même inspiré un opéra de César Cui (livret de Vladimir Stassov) intitulé Le Sarrasin (créé au Théâtre Mariinsky le 2 novembre 1899).